# نظرآباد (مشهد)
نظرآباد (مشهد)، روستایی از توابع بخش احمدآباد شهرستان قوچان در استان خراسان رضوی ایران است.از مشاهیر نظرآباد می‌توان به ملویل علیزاده اشاره کرد.

## جمعیت
این روستا در دهستان سرجام قرار دارد و براساس سرشماری مرکز آمار ایران در سال ۱۳۸۵، جمعیت آن ۱۴۶ نفر (۳۹خانوار) بوده‌است.